# Кофоридуа
Кофориду́а (англ. Koforidua) — город на юго-востоке Ганы, административный центр Восточной области. Расположен на левом берегу верхнего течения реки Денсу, у юго-западного подножья плато Кваху. В городе расположена железнодорожная станция на магистрали Аккра — Кумаси и аэропорт Кофоридуа. Является узлом автодорог и торговым центром сельскохозяйственного района, в котором выращиваются какао, масличная пальма, кола, маниок и зерновые. Население 120 971 человек по данным 2010 года.
Основан в 1875 году выходцами из Ашанти. Кофоридуа является одним из старейших центров производства какао в стране. Развитие города началось после завершения в 1923 году железной дороги между Аккрой и Кумаси. По мере того, как производство какао перемещалось на запад в девственные районы, всё более возрастало значение торговой и административной функций города. 
В городе слабо развита промышленность, есть предприятия пищевой промышленности, в том числе по производству пальмового масла и фруктовых соков, предприятия по изготовлению мебели. Развиты кустарные промыслы.
В городе находится кафедра епархии Кофоридуа Католической церкви, а также Музей дворца Нью-Жуабен (New Juaben Palace Museum).